# Karree (Militär)

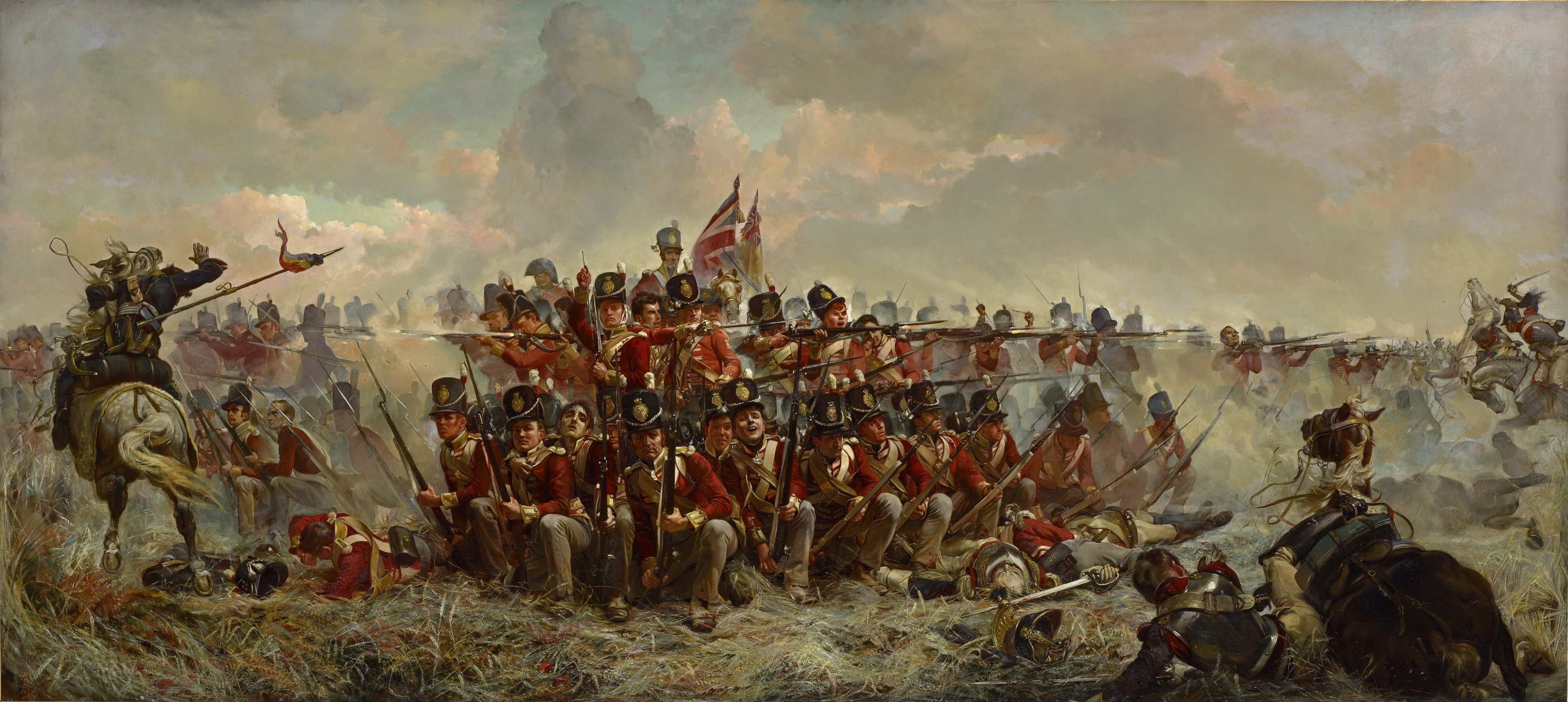
Britische Infanterie bildet bei Quatre Bras ein Karree (Gemälde von Elizabeth Thompson)

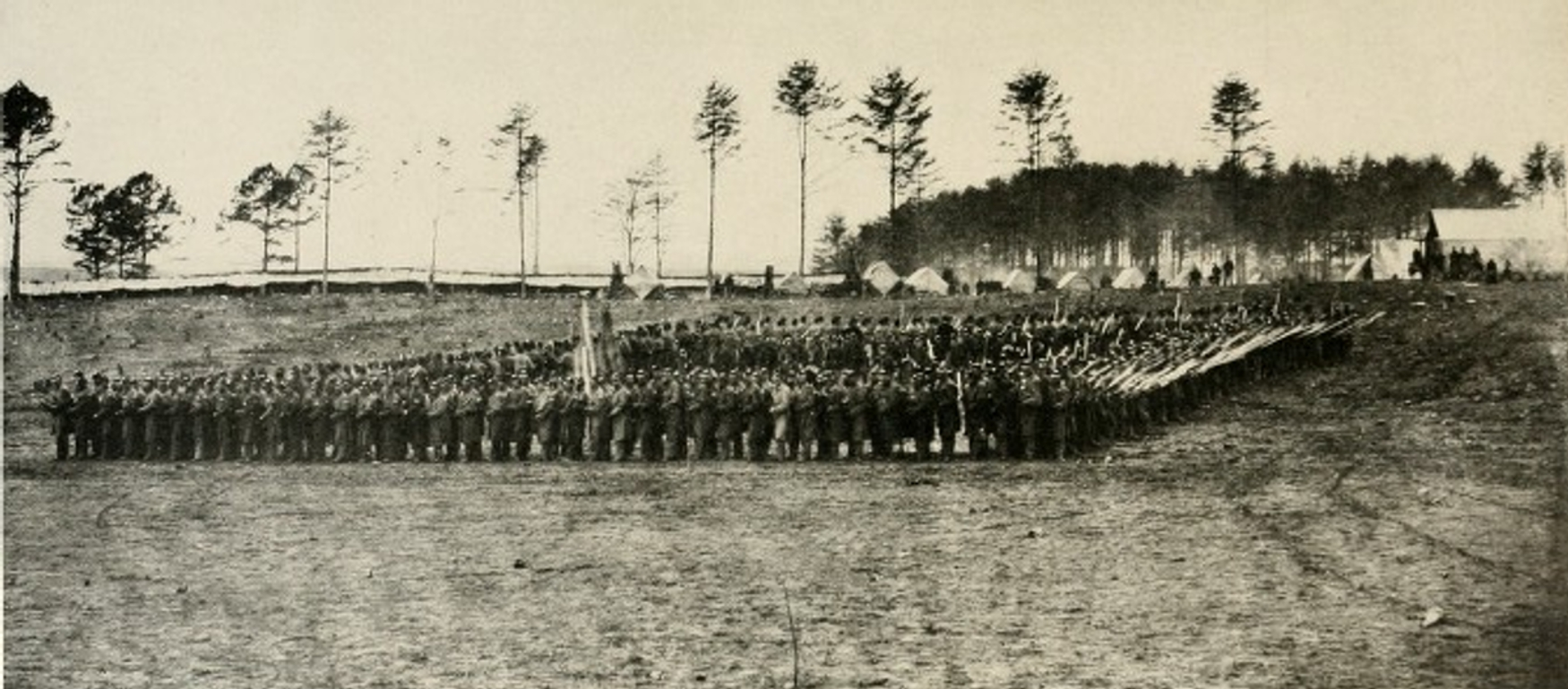
Offenes Karree eines Infanterieregiments der Nordstaaten im Amerikanischen Bürgerkrieg, 1860er Jahre

Ein Karree (von französisch Carré, „Quadrat“) war im Militärwesen vom 17. bis ins 19. Jahrhundert hinein eine Gefechtsformation der Infanterie mit nach vier Seiten hin geschlossener Front zur Abwehr von Kavallerie. Das Karree bot einen wirkungsvollen Schutz gegen Kavallerieangriffe, da es keine ungeschützten Flanken aufwies und die Pferde vor den aufgepflanzten Bajonetten zurückschreckten. Ihr Vorläufer war der Igel der Landsknechte. Die Hauptwaffe des Karrees war nicht die Feuerkraft der nach allen Seiten gerichteten Feuerwaffen, sondern die Dichte der zusammengedrängten Soldaten und ihrer nach außen gerichteten Bajonette. 
Das Karree war entweder hohl oder voll (carré plein), je nach der Größe des inneren Raums, der bei ersterem zur Aufnahme von Kavallerie und Fahrzeugen, bei letzterem der berittenen Kommandeure, Spielleute, Ärzte etc. diente. Die Karrees wurden meist bataillonsweise formiert und gaben ihr Feuer in gliederweisen Salven ab. Das erste Glied fiel dazu aufs Knie, während die übrigen Glieder standen; zwei oder drei Glieder waren die Regel. Aus einem Bataillon (in voller Stärke ca. 1.000 Mann, im Krieg jedoch oft bedeutend weniger) bestehende Karrees hatten eine Breite von 30 Meter oder weniger. Es konnten allerdings auch größere Karrees aus mehreren Bataillonen bis hin zur Divisionsstärke gebildet werden, wie dies in der Schlacht bei den Pyramiden der Fall war.
Am wirksamsten gegen im Karree aufgestellte Infanterieeinheiten erwies sich der Beschuss durch Artillerie, da die dichte Zusammendrängung der Soldaten im Falle eines Treffers zu hohen Verlusten führte. Zwar war ein Karree aus einem Bataillon aufgrund der kleinen Größe ein schwieriges Ziel für Kanonen, doch genügte bereits ein Treffer mit einer Kanonenkugel oder mit Kartätschen, um viele Soldaten zu töten und gegebenenfalls eine Panik auszulösen. Auch waren Karrees äußerst anfällig gegen Angriffe anderer Infanterieeinheiten, da gegen diese nur ein kleiner Teil der Schusswaffen eingesetzt werden konnte. Hinzu kommt, dass sie praktisch nicht beweglich und auf eine hohe Moral der Soldaten, aus denen sie bestehen, angewiesen waren.
Die Blütezeit der Karrees waren die Napoleonischen Kriege, z. B. bei der Schlacht bei Austerlitz, der Schlacht bei Wagram, der Völkerschlacht bei Leipzig oder der Schlacht bei Waterloo.
Mit der Einführung der Hinterladegewehre verlor das Karree an Bedeutung und wurde von der deutschen Infanterie im Deutsch-Französischen Krieg von 1870/71 nicht mehr zur Anwendung gebracht. Die großen Attacken der französischen Kavallerie wurden bei den Schlachten von Wœrth im Elsass und Sedan in Schützenlinien abgewehrt.
Einen letzten großen Erfolg feierte das Karree in den Kämpfen der British Army während des Mahdi-Aufstandes im Sudan. Dort konnten ca. 1.500 Briten in Karreeformation ungefähr 10.000 Mahdisten in der Schlacht von Abu Klea am 17. Januar 1885 schlagen.